# Liste der Baudenkmäler in Erlenbach bei Marktheidenfeld
Auf dieser Seite sind die Baudenkmäler in der unterfränkischen Gemeinde Erlenbach bei Marktheidenfeld zusammengestellt. Diese Tabelle ist eine Teilliste der Liste der Baudenkmäler in Bayern. Grundlage ist die Bayerische Denkmalliste, die auf Basis des Bayerischen Denkmalschutzgesetzes vom 1. Oktober 1973 erstmals erstellt wurde und seither durch das Bayerische Landesamt für Denkmalpflege geführt wird. Die folgenden Angaben ersetzen nicht die rechtsverbindliche Auskunft der Denkmalschutzbehörde.
 Diese Liste gibt den Fortschreibungsstand vom 20. April 2020 wieder und enthält 54 Baudenkmäler.

## Baudenkmäler nach Ortsteilen

### Erlenbach
| Lage                                 | Objekt                                | Beschreibung | Akten-Nr.                       | Bild           |
| ------------------------------------ | ------------------------------------- | --- | ------------------------------- | -------------- |
| Am Alten Berg 2 (Standort)           | Ehemaliges jüdisches Gemeindehaus     | Zweigeschossiger Halbwalmdachbau, mit vorkragendem Fachwerkobergeschoss über Kellerhanggeschoss in Ecklage, 18. Jahrhundert | D-6-77-125-54 Wikidata          | BW             |
| Am Alten Berg 54 (Standort)          | Nische                                | Mit Immaculata, Mitte 18. Jahrhundert; nicht nachqualifiziert, im Bayerischen Denkmal-Atlas nicht kartiert | D-6-77-125-1 Wikidata           | BW             |
| Am Hermannsberg 32 (Standort)        | Bildstock                             | Bildnische mit ornamentiertem Rahmen und eingestelltem Relief 'Christus am Ölberg', Sandstein, um 1700 | D-6-77-125-31 Wikidata          | BW             |
| Am Hermannsberg 42 (Standort)        | Sühnekreuz                            | Vermauertes Kreuz und Sichel oder Häckermesser, Sandstein, wohl spätmittelalterlich, evtl. zugehöriger Sockelstein bez. 1822 | D-6-77-125-30 Wikidata          | BW             |
| An der Hecke (Standort)              | Bildhäuschen                          | Sockel mit segmentbogiger Bildnische bekrönt von Kreuz, mit Figur der Pietà, 1934 | D-6-77-125-59 Wikidata          | BW             |
| Im Hasen ()                          | Bildstock                             | Mit Flucht nach Ägypten, 1600; nicht nachqualifiziert, im Bayerischen Denkmal-Atlas nicht kartiert | D-6-77-125-34 Wikidata          |                |
| Brückentor 2 (Standort)              | Hausfigur                             | Bischof mit Stab, 18. Jahrhundert, nicht nachqualifiziert, im Bayerischen Denkmal-Atlas nicht kartiert | D-6-77-125-2 Wikidata           | BW             |
| Eich (Standort)                      | Bergkapelle                           | Satteldachbau mit Stützpfeilern und Relief 'Hl. Vierzehn Nothelfer', 19. Jh. | D-6-77-125-37 Wikidata          | BW             |
| Katzel, Rühlhecke ()                 | Kapelle                               | Mit Darstellung des heiligen Wendelinus, um 1700, nicht nachqualifiziert, im Bayerischen Denkmal-Atlas nicht kartiert | D-6-77-125-29 Wikidata          |                |
| Ketteltor 2 (Standort)               | Wohnhaus                              | Zweigeschossiger Satteldachbau mit Zierfachwerkobergeschoss und rückwärtiger Galerie in Ecklage, frühes 17. Jh. | D-6-77-125-3 Wikidata           | BW             |
| Ketteltor 4 (Standort)               | Hausfigur                             | Immaculata in barocken Formen, um 1800; nicht nachqualifiziert, im Bayerischen Denkmal-Atlas nicht kartiert | D-6-77-125-4 Wikidata           | BW             |
| Ketteltor 5 (Standort)               | Bauernhof                             | Giebelhaus, verputztes Fachwerk, bezeichnet „1814“ | D-6-77-125-5 Wikidata           | BW             |
| Ketteltor 13 (Standort)              | Wohnhaus                              | Zweigeschossiger traufständiger Satteldachbau mit Zierfachwerkobergeschoss und Durchfahrt, 1. Hälfte 17. Jh., Erdgeschoss verändert | D-6-77-125-58 Wikidata          | BW             |
| Nähe Ketteltor (Standort)            | Grabstein                             | Inschriftsockel mit Kruzifix und Schädeln, Sandstein, bez. 1735, vermauert | D-6-77-125-25 Wikidata          | BW             |
| Maessel (Standort)                   | Kapelle                               | Kapelle, kleiner Satteldachbau mit Segmentbogenöffnung, 19./20. Jh., verändert | D-6-77-125-28 Wikidata          | BW             |
| Maessel, im Hemmerich (Standort)     | Kapelle                               | Mit Muttergottes, 1700 | D-6-77-125-27 Wikidata          | BW             |
| Obertor 3 (Standort)                 | Katholische Pfarrkirche St. Burkardus | Saalkirche mit Walmdach und eingezogenem Dreiseitchor sowie Chorflankenturm mit steilem Spitzhelm, Putzfassade mit Maßwerkfenstern, nachgotisch, um 1614, verändert 1966; mit Ausstattung                                                          | D-6-77-125-8 Wikidata           | BW             |
| Obertor 3, Kirchberg (Standort)      | Kreuzigungsgruppe                     | Kruzifix und Assistenzfiguren auf drei geschweiften Sockeln, Sandstein, Rokoko, bezeichnet „1746“ | D-6-77-125-8 zugehörig Wikidata | BW             |
| Obertor 4 (Standort)                 | Ehemaliger Bauernhof, Wohnhaus        | Zweigeschossiger giebelständiger Satteldachbau mit vorkragendem verputztem Fachwerkobergeschoss und eineinhalbgeschossigem Anbau mit Tordurchfahrt, 17./18. Jh                                                                                     | D-6-77-125-7 Wikidata           | BW             |
| Obertor 4 (Standort)                 | Ehemaliger Bauernhof, Anbau           | 19. Jh., Erdgeschoss verändert | D-6-77-125-7 Wikidata           | BW             |
| Obertor 6 (Standort)                 | Wohnhaus                              | Zweigeschossiger Satteldachbau mit vorkragendem Zierfachwerkobergeschoss in Ecklage, bez. 1747 | D-6-77-125-9 Wikidata           | BW             |
| Obertor 8 (Standort)                 | Hausmadonna                           | Madonna über Weltkugel mit Schlange, farbig gefasst, 18. Jahrhundert | D-6-77-125-10 Wikidata          | BW             |
| Obertor 10 (Standort)                | Bauernhof; Wohnhaus                   | Zweigeschossiger giebelständiger Satteldachbau mit Zierfachwerkobergeschoss, bezeichnet „1622“, Erdgeschoss verändert | D-6-77-125-11 Wikidata          | BW             |
| Obertor 18, Froschgasse 5 (Standort) | Ehemaliger Bauernhof, Wohnhaus        | Zweigeschossiger giebelständiger Satteldachbau mit Sandsteinrahmungen, 17. Jh | D-6-77-125-12 Wikidata          | BW             |
| Obertor 18, Froschgasse 5 (Standort) | Ehemaliger Bauernhof, Scheune         | Bruchsteinbau mit Halbwalmdach, 18./19. Jh. | D-6-77-125-12 Wikidata          | BW             |
| Obertor 19 (Standort)                | Relief                                | Nische mit Relief 'Dreifaltigkeit/Marienkrönung', farbig gefasst, 18. Jh. | D-6-77-125-13 Wikidata          | BW             |
| Obertor 23 ()                        | Nische                                | Mit Taufe Christi, bemalter Stein, 19. Jahrhundert; nicht nachqualifiziert, im Bayerischen Denkmal-Atlas nicht kartiert | D-6-77-125-15 Wikidata          |                |
| Reußenberg 6 (Standort)              | Relief                                | Schnitzerei eines pfeiferauchenden Soldaten 'Schwedenmännle', auf Fachwerk-Eckpfosten, 17./18. Jh. | D-6-77-125-16 Wikidata          | BW             |
| Reußenberg 22, 24 (Standort)         | Bauernhof, Wohnhaus                   | Zweigeschossiger giebelständiger Satteldachbau mit Zierfachwerkobergeschoss und Fenstererker, 1. Hälfte 17. Jh., Erdgeschoss verändert | D-6-77-125-18 Wikidata          | BW             |
| Reußenberg 28, 30 ()                 | Keller                                | Bezeichnet „1515“ und „1575“; nicht nachqualifiziert, im Bayerischen Denkmal-Atlas nicht kartiert | D-6-77-125-19 Wikidata          |                |
| Reußenberg 32 (Standort)             | Bildstock                             | Nische mit Inschriftkonsole und floral ornamentierter Rahmung mit Engelkopf, Sandstein, bezeichnet „1728“ | D-6-77-125-20 Wikidata          | BW             |
| Röhrlesrain, Salig (Standort)        | Bildstock                             | Geschweifter Inschriftsockel mit Säule und Reliefaufsatz 'Kreuzigungsgruppe', Sandstein, um 1700, Säule verändert | D-6-77-125-39 Wikidata          | BW             |
| Untertor 5 ()                        | Pietà-Figur                           | 17. Jahrhundert; nicht nachqualifiziert, im Bayerischen Denkmal-Atlas nicht kartiert | D-6-77-125-21 Wikidata          |                |
| Untertor 11 ()                       | Scheitelstein                         | Bezeichnet „1746“; nicht nachqualifiziert, im Bayerischen Denkmal-Atlas nicht kartiert | D-6-77-125-22 Wikidata          |                |
| Untertor 19 (Standort)               | Bauernhaus                            | Zweigeschossiger giebelständiger Satteldachbau mit Zierfachwerkobergeschoss, 18. Jahrhundert | D-6-77-125-55 Wikidata          | BW             |
| Untertor 23 (Standort)               | Ehemaliges Gasthaus zum Löwen         | Zweigeschossiges Zierfachwerkhaus mit giebelständigem Satteldach, bez. 162(?); Hoftor, gemauerte Tordurchfahrt und rundbogige Pforte mit aufgesetztem Fachwerkobergeschoss und Satteldach, 1. V. 17. Jh., Fachwerkaufstockung mit Festsaal 19. Jh. | D-6-77-125-24 Wikidata          | BW             |
| Wiesenweg 18, 20 (Standort)          | Wegkreuz                              | Marter mit 'arma Christi', Holz, 19. Jh., um 1950 ergänzt, erneuert | D-6-77-125-26 Wikidata          | BW             |
| Altenberg (Standort)                 | Weinbergkapelle                       | Kleiner Bau mit steilem Pyramidendach, ursprl. wohl um 1700, Wiedererrichtung in der Nähe des alten Standorts 1953 | D-6-77-125-32 Wikidata          | BW             |
| Altenberg (Standort)                 | Weinbergkapelle                       | Kleiner Satteldachbau mit Rundbogenöffnung und Relief 'Hl. Vierzehn Nothelfer', 19. Jh., Relief Mitte 18. Jh. | D-6-77-125-33 Wikidata          | BW             |
| Hinterloch (Standort)                | Kapelle                               | Kleiner Satteldachbau mit Tonnengewölbe und Rundbogenöffnung, 19. Jh. | D-6-77-125-35 Wikidata          | weitere Bilder |
| Löchlein (Standort)                  | Bildstock                             | Unter zwei Ahornbäumen, Inschriftpostament mit konischem Pfeiler und kreuzbekröntem Reliefaufsatz 'Pietà mit arma christi unter Draperie, Sandstein und Schmiedeeisen, bez. 1748, Altarsockel modern                                               | D-6-77-125-40 Wikidata          | BW             |
| Stück (Standort)                     | Wegkapelle                            | Unter einer Kastanie, kleiner gewölbter Satteldachbau mit Rundbogenöffnung und Sandsteinrelief 'Kreuzigungsgruppe', bez. 1822, Relief bez. 1823 | D-6-77-125-38 Wikidata          | BW             |
| Wegscheide (Standort)                | Relief                                | Rundbogige Inschrifttafel mit Relief 'Hl. Dreifaltigkeit', Sandstein, bez. 1840 | D-6-77-125-36 Wikidata          | BW             |

### Tiefenthal
| Lage                                                    | Objekt                               | Beschreibung | Akten-Nr.              | Bild |
| ------------------------------------------------------- | ------------------------------------ | --- | ---------------------- | ---- |
| Am Kirchhof ()                                          | Bildstock                            | Aus rotem Sandstein; nicht nachqualifiziert, im Bayerischen Denkmal-Atlas nicht kartiert                                                                                            | D-6-77-125-44 Wikidata |      |
| Kr MSP 41 (Standort)                                    | Bildstock                            | Hoher Pfeiler mit spitzbogigem Nischenaufsatz, monolithischer Sandstein, um 1600 | D-6-77-125-48 Wikidata | BW   |
| Bergstraße 3 (Standort)                                 | Friedhofskreuz                       | Geschweifter Inschriftsockel mit Kruzifix, Sandstein, bezeichnet „1733“ | D-6-77-125-47 Wikidata | BW   |
| Bergstraße 3 (Standort)                                 | Katholische Filialkirche St. Ägidius | Saalkirche mit eingezogenem Dreiseitchor und Satteldach, verschieferter Giebelreiter mit Haubendach, Spätbarock, Johann Wucherer, 1781; mit Ausstattung                             | D-6-77-125-42 Wikidata | BW   |
| Esselstriebweg (Standort)                               | Wegkreuz                             | Inschriftsockel mit Kruzifix, Sandstein, bezeichnet „1776“, erneuert | D-6-77-125-52 Wikidata | BW   |
| Kreuzstraße (Standort)                                  | Kreuz                                | Geschweifter Sockel mit Kruzifix, Sandstein, 18. Jh. | D-6-77-125-49 Wikidata | BW   |
| Feuerstein (Standort)                                   | Votivkapelle                         | Kleiner Satteldachbau mit eingezogenem Chorschluss, errichtet aufgrund gesunder Kriegsheimkehr, 1946                                                                                | D-6-77-125-41 Wikidata | BW   |
| Hauptstraße 9 a (Standort)                              | Kalk- und Ziegelhütte                | Eingeschossiger Fachwerkbau mit Ziegelausfachung und offener Laube im rückwärtigen Teil sowie vorgebautem eingeschossigem Fachwerkbau mit Pultdach über Kellerhanggeschoss, um 1900 | D-6-77-125-56 Wikidata | BW   |
| Hauptstraße 9 a (Standort)                              | Kalköfen                             | Sandsteinquader, um 1860 | D-6-77-125-56 Wikidata | BW   |
| Hauptstraße 28 a, 28 b (Standort)                       | Bauernhof, Wohnhaus                  | Zweigeschossiger Satteldachbau mit rückwärtigem Halbwalm sowie teilweise freigelegtem Zierfachwerkobergeschoss in Ecklage, letztes V. 17. Jh.                                       | D-6-77-125-43 Wikidata | BW   |
| Hauptstraße 28 a, 28 b (Standort)                       | Bauernhof, Nebengebäude              | Eingeschossiger Satteldachbau mit Fachwerkdrempel auf gekrümmtem Grundriss, 19. Jh.                                                                                                 | D-6-77-125-43 Wikidata | BW   |
| Hauptstraße 28 a, 28 b (Standort)                       | Bauernhof, Scheune                   | Bruchsteinbau mit Fachwerkobergeschoss und Satteldach, 19. Jh. | D-6-77-125-43 Wikidata | BW   |
| Hauptstraße 28 a, 28 b (Standort)                       | Bauernhof, Hoftor                    | Hölzerne Tordurchfahrt mit Satteldach und anschließender rundbogiger Sandsteinpforte, 18./19. Jh.                                                                                   | D-6-77-125-43 Wikidata | BW   |
| Karbacher Weg (Standort)                                | Feldkapelle                          | Kleiner Satteldachbau mit Sandsteinplattendach und Segmentbogenöffnung, bez. 1763, erneuert                                                                                         | D-6-77-125-50 Wikidata | BW   |
| Kreuzstraße, Nähe Kreuzstraße, Remlinger Weg (Standort) | Bildstock                            | Pfeiler mit spitzbogigem Nischenaufsatz, monolithischer Sandstein, um 1600 | D-6-77-125-51 Wikidata | BW   |
| Obere Gasse 1 (Standort)                                | Kapelle                              | Kleiner gewölbter Satteldachbau mit Rundbogenöffnung und Figur der Pietà, 18./19. Jh. erneuert                                                                                      | D-6-77-125-45 Wikidata | BW   |
| Obere Gasse 11; Wasserweg 7 a (Standort)                | Bildstock                            | Aus rotem Sandstein mit Relief der Heiligen Dreifaltigkeit, bezeichnet mit „1728“                                                                                                   | D-6-77-125-46 Wikidata | BW   |
| Zehentfreie Ebene (Standort)                            | Bildstock                            | Inschriftpostament mit Säule und kapselförmigem Nischenaufsatz mit Kreuzbekrönung, Sandstein, bez. 1739                                                                             | D-6-77-125-53 Wikidata | BW   |

## Ehemalige Baudenkmäler
In diesem Abschnitt sind Objekte aufgeführt, die früher einmal in der Denkmalliste eingetragen waren, jetzt aber nicht mehr. Objekte, die in anderem Zusammenhang also z. B. als Teil eines Baudenkmals weiter eingetragen sind, sollen hier nicht aufgeführt werden. Aktennummern in diesem Abschnitt sind ehemalige, jetzt nicht mehr gültige Aktennummern.

| Lage                               | Objekt             | Beschreibung | Akten-Nr.              | Bild |
| ---------------------------------- | ------------------ | ------------ | ---------------------- | ---- |
| Erlenbach Ketteltor 27 (Standort)  | Rest der Ortsmauer |              | D-6-77-125-6 Wikidata  | BW   |
| Erlenbach Obertor 20 ()            | Rest der Ortsmauer |              | D-6-77-125-14 Wikidata |      |
| Erlenbach Reußenberg 11 (Standort) | Rest der Ortsmauer |              | D-6-77-125-17          | BW   |
| Erlenbach Untertor 14 (Standort)   | Rest der Ortsmauer |              | D-6-77-125-23 Wikidata | BW   |